# Celebrità della Canada's Walk of Fame

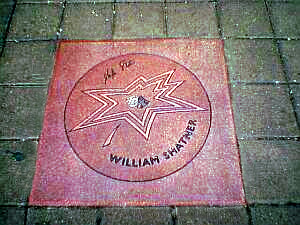
La stella dedicata a William Shatner.

La Canada's Walk of Fame nacque nel 1998, ed è destinata ad accogliere i più importanti canadesi per successo e fama, includendo attori, registi, sportivi, allenatori, produttori cinematografici e musicali, cantanti, musicisti, ballerini, scrittori e artisti. La passeggiata comprende 13 tratti di marciapiede situati davanti alla Roy Thomson Hall, alla Princess of Wales Theatre, e alla Royal Alexandra Theatre di Toronto in Ontario. Ogni anno vengono aggiunti alcuni personaggi, in particolare nel 2008 ne sono stati aggiunti otto. Fino al 2013 i canadesi premiati sono 151.
Dal 2008 la Walk of Fame comprende anche i Canadian Legends Award, ossia premi postumi per alcune grandi personalità canadesi.

## Premiati
Questa è una lista di canadesi premiati nella Canada's Walk of Fame.
| Anno | Nome                     | Professione                | Città natale                            | Note |
| ---- | ------------------------ | -------------------------- | --------------------------------------- | --- |
| 1998 | Bryan Adams              | Musicista                  | Kingston, Ontario                       | Vincitore di 2 Grammy Awards, nominato tre volte per gli Academy Awards per la migliore canzone. Adams non poté esserci nel 1998, perciò la premiazione ci fu nel 2008.                                                                                 |
| 2006 | Pamela Anderson          | Attrice, modella           | Ladysmith, Columbia Britannica          | Per cinque volte ragazza-copertina di Playboy; nota anche per la sua partecipazione a Baywatch. |
| 2005 | Paul Anka                | Cantante, compositore      | Ottawa, Ontario                         | Compositore di oltre 900 canzoni, membro inoltre della Songwriter's Hall of Fame. |
| 2004 | Denys Arcand             | Regista                    | Deschambault, Québec                    | Vincitore di un Academy Award per il film Le invasioni barbariche, membro anche dell'Order of Canada. |
| 2006 | Jann Arden               | Musicista                  | Calgary, Alberta                        | Vincitrice di 8 Juno Awards. |
| 2001 | Kenojuak Ashevak         | Pittore, scultore          | Cape Dorset, Nunavut                    | Membro dell'Order of Canada. |
| 2001 | Margaret Atwood          | Scrittrice                 | Ottawa, Ontario                         | Vinse il Booker Prize per The Blind Assassin, membro dell'Order of Canada. |
| 2002 | Dan Aykroyd              | Attore                     | Ottawa, Ontario                         | Nominato all'Academy Award per Driving Miss Daisy, uno dei fondatori del Saturday Night Live. |
| 2012 | Randy Bachman            | Musicista                  | Winnipeg, Manitoba                      | Oltre 40 milioni di dischi venduti da solista e insieme a gruppi come i The Guess Who e i Bachman-Turner Overdrive. |
| 2008 | Frances Bay              | Attrice                    | Mainville, Alberta                      | Vinse un Gemini Award per Road to Avonlea. |
| 2001 | Jean Béliveau            | Atleta, (hockey)           | Trois-Rivières, Québec                  | Membro della Hockey Hall of Fame, due volte NHL MVP, vinse 10 Stanley Cup, membro dell'Order of Canada. |
| 1998 | Pierre Berton            | Scrittore                  | Whitehorse, Yukon                       | Vincitore di nove Governor General's Award, membro dell'Order of Canada. |
| 2009 | Blue Rodeo               | Musicisti                  | Toronto, Ontario                        | Vincitori di 11 Juno Awards, di cui cinque come gruppo dell'anno. |
| 2011 | Roberta Bondar           | Astronauta                 | Sault Ste. Marie, Ontario               | Prima astronauta donna canadese. |
| 2003 | Scotty Bowman            | Allenatore, (hockey)       | Montréal, Québec                        | Membro della Hockey Hall of Fame, allenatore con la più alta percentuale di vittorie in NHL. |
| 2007 | Johnny Bower             | Atleta, (hockey)           | Prince Albert, Saskatchewan             | Membro della Hockey Hall of Fame, due volte vincitore del Vezina Trophy, quattro volte vincitore della Stanley Cup. |
| 2001 | Kurt Browning            | Atleta, (pattinaggio)      | Carolina, Alberta                       | Quattro volte campione del mondo di pattinaggio di figura. |
| 2009 | Raymond Burr             | Attore                     | New Westminster, Columbia Britannica    | Noto per la sua interpretazione di Perry Mason nel telefilm omonimo per cui ha vinto due Emmy Awards; ha una stella anche nella Hollywood Walk of Fame.                                                                                                 |
| 2008 | James Cameron            | Regista                    | Kapuskasing, Ontario                    | Vinse tre Academy Awards nel 1997 per il film Titanic. |
| 1998 | John Candy               | Attore                     | Newmarket, Ontario                      | Socio della Second City Television. |
| 1998 | Jim Carrey               | Attore                     | Newmarket, Ontario                      | Vinse due Golden Globe. Carrey non poté esserci nel 1998, perciò la premiazione ci fu nel 2004. |
| 2009 | Kim Cattrall             | Attrice                    | Toronto, Ontario                        | Nata a Liverpool, nota soprattutto come Samantha Jones in Sex and the City, ruolo con cui ha vinto un Golden Globe. |
| 1999 | Juliette Cavazzi         | Cantante                   | Winnipeg, Manitoba                      | Membro dell'Order of Canada. |
| 2005 | George Chuvalo           | Atleta, (boxe)             | Toronto, Ontario                        | Membro della Hall of Fame mondiale della boxe. |
| 2002 | Cirque du Soleil         | Compagnia circense         | Gaspé, Québec                           | Una delle più importanti compagnie circensi del mondo. |
| 2010 | David Clayton-Thomas     | Musicista                  | Willowdale, Ontario                     | Cantante e frontman dei Blood, Sweat & Tears. Ha vinto tre Grammy Awards, membro della Canadian Music Hall of Fame. |
| 2009 | Tom Cochrane             | Musicista                  | Lynn Lake, Manitoba                     | Membro della Canadian Music Hall of Fame. Ha vinto sei Juno Awards, incluso il singolo dell'anno Life Is a Highway. |
| 2005 | Michael Cohl             | Produttore musicale        | Toronto, Ontario                        | Membro della Canadian Music Hall of Fame. |
| 2002 | Alex Colville            | Pittore                    | Toronto, Ontario                        | Membro dell'Order of Canada. |
| 2005 | Pierre Cossette          | Produttore musicale        | Salaberry-de-Valleyfield, Québec        | Produttore esecutivo dei Grammy Awards per 35 anni. |
| 2003 | Toller Cranston          | Atleta, (pattinaggio)      | Hamilton, Ontario                       | Medaglia di bronzo olimpica nelle Olimpiadi invernali 1976. |
| 2006 | Crazy Canucks            | Atleti, (sci)              | Varie                                   | i membri sono: Dave Irwin, Dave Murray, Steve Podborski e Ken Read. |
| 1999 | David Cronenberg         | Regista                    | Toronto, Ontario                        | Membro dell'Order of Canada, vincitore del premio alla carriera a Cannes. |
| 1999 | Hume Cronyn              | Attore                     | London, Ontario                         | Candidato all'Academy Award nel 1944 per The Seventh Cross. |
| 2011 | Burton Cummings          | Musicista                  | Winnipeg, Manitoba                      | Cantante e leader dei The Guess Who, sei volte vincitore dei Juno Awards. |
| 1999 | Céline Dion              | Cantante                   | Charlemagne, Québec                     | Vincitrice di 5 Grammy Award. |
| 2004 | Shirley Douglas          | Attrice                    | Weyburn, Saskatchewan                   | Vincitrice di un Gemini Award, membro dell'Order of Canada. |
| 2009 | Dsquared²                | Stilisti                   | Toronto, Ontario                        | Dean e Dan Caten, creatori del marchio d'abbigliamento omonimo. |
| 2003 | Jim Elder                | Atleta, (equitazione)      | Toronto, Ontario                        | Medagliato con l'oro alle Olimpiadi estive 1968. |
| 2003 | Linda Evangelista        | Modella                    | St. Catharines, Ontario                 | Una delle topmodel più acclamate degli ultimi anni. |
| 2013 | Bob Ezrin                | Produttore                 | Toronto, Ontario                        | Produttore musicale di gruppi fra cui Kiss, Pink Floyd e Alice Cooper. |
| 2002 | Timothy Findley          | Scrittore, sceneggiatore   | Toronto, Ontario                        | Vincitore di un Governor General's Award. |
| 2000 | Maureen Forrester        | Cantante                   | Montréal, Québec                        | Definita la "Grande Dame of Song" canadese. |
| 2002 | David Foster             | Produttore musicale        | Victoria, Columbia Britannica           | Vincitore di Grammy Award. |
| 2000 | Michael J. Fox           | Attore                     | Edmonton, Alberta                       | Vincitore di quattro Emmy Award. Fox non poté esserci nel 2000, perciò la premiazione avvenne nel 2008. |
| 2013 | Terry Fox                | Atleta                     | Toronto, Ontario                        | Divenne famoso per la "Maratona della speranza", una corsa effettuata nel 1980 da una costa all'altra del Canada con una protesi alla gamba destra. |
| 2006 | Brendan Fraser           | Attore                     | Indianapolis, Indiana                   | Nato negli Stati Uniti, ma cresciuto a Ottawa. |
| 2010 | Nelly Furtado            | Musicista                  | Victoria, Columbia Britannica           | Vincitrice di cinque Juno Awards; ha vinto un Grammy Award per la canzone I'm Like a Bird. |
| 2013 | Victor Garber            | Attore                     | London, Ontario                         | Noto come Jack Bristow nella serie Alias e come Thomas Andrews nel film Titanic. |
| 1998 | Glenn Gould              | Musicista                  | Toronto, Ontario                        | Membro della Canadian Music Hall of Fame, vincitore di quattro Grammy Award. |
| 2006 | Robert Goulet            | Cantante, attore           | Lawrence (Massachusetts), Massachusetts | Nato negli Stati Uniti, ma cresciuto a Edmonton, ha vinto vari Grammy Award, Emmy Award e Tony Award. |
| 1999 | Nancy Greene             | Atleta, (sci)              | Ottawa, Ontario                         | Medaglia d'oro olimpica delle Olimpiadi invernali 1968, eletta migliore sportiva canadese del periodo 1950-1999. |
| 2002 | Wayne Gretzky            | Atleta, (hockey)           | Brantford, Ontario                      | Membro della Hockey Hall of Fame, miglior marcatore della storia della NHL, nove volte NHL MVP, vincitore di quattro Stanley Cup, eletto migliore sportivo canadese del periodo 1950-1999.                                                              |
| 2001 | The Guess Who            | Musicisti                  | Winnipeg, Manitoba                      | Membri della Canadian Music Hall of Fame, prima band del Canada a raggiungere la 1ª posizione negli Stati Uniti. |
| 2002 | Monty Hall               | Personaggio televisivo     | Winnipeg, Manitoba                      | Ospite del programma Let's Make a Deal. |
| 2007 | Rick Hansen              | Atleta, (sedia a rotelle)  | Williams Lake, Columbia Britannica      | Vincitore della medaglia d'oro alle Paralimpiadi 1980. |
| 2005 | Rex Harrington           | Ballerino                  | Peterborough, Ontario                   | Membro dell'Order of Canada. |
| 2000 | Evelyn Hart              | Ballerina                  | Toronto, Ontario                        | Membro dell'Order of Canada. |
| 2012 | Phil Hartman             | Attore, doppiatore         | Brantford, Ontario                      | Insignito del Canadian Legends Award. Noto per le sue interpretazioni di numerosi personaggi nel Saturday Night Live e nei I Simpson. |
| 2002 | Ronnie Hawkins           | Musicista                  | Huntsville, Arkansas                    | Trasferitosi a Toronto e successivamente a Peterborough, in Ontario; membro della Canadian Music Hall of Fame. |
| 2007 | Jill Hennessy            | Attrice                    | Edmonton, Alberta                       | Attrice nota per i suoi ruoli in Law & Order e Crossing Jordan. |
| 2010 | Doug Henning             | Mago                       | Winnipeg, Manitoba                      | Inserito postumo fra i vincitori del Canadian Legends Award. |
| 2002 | Arthur Hiller            | Regista                    | Edmonton, Alberta                       | Membro dell'Order of Canada. |
| 2000 | Gordie Howe              | Atleta, (hockey)           | Floral, Saskatchewan                    | Membro della Hockey Hall of Fame, sei volte NHL MVP, vincitore di quattro Stanley Cup. |
| 2010 | Clara Hughes             | Atleta, (pattinaggio)      | Winnipeg, Manitoba                      | Vincitrice di due bronzi nel ciclismo ad Atlanta 1996, e di quattro medaglie di cui un oro a Torino 2006 nel pattinaggio di velocità. |
| 2000 | William Hutt             | Attore teatrale            | Toronto, Ontario                        | Ha recitato al Stratford Festival fin dalla prima edizione nel 1953, membro dell'Order of Canada. |
| 2012 | Russ Jackson             | Atleta, (football)         | Hamilton, Ontario                       | Tre volte vincitore del premio Most Outstanding Player nella Canadian Football League. |
| 1999 | Lou Jacobi               | Attore                     | Toronto, Ontario                        | Famoso attore di Broadway. |
| 2001 | Ferguson Jenkins         | Atleta, (baseball)         | Chatham-Kent, Ontario                   | Nominato miglior pitcher della MLB nel 1971, membro della Baseball Hall of Fame. |
| 2001 | Harry Jerome             | Atleta, (atletica leggera) | Prince Albert, Saskatchewan             | Vincitore di un bronzo olimpico alle Olimpiadi estive 1964. |
| 1998 | Norman Jewison           | Regista                    | Toronto, Ontario                        | Premiato con l'Irving Thalberg Award agli Oscar, vincitore di tre Emmy Award e di un Golden Globe, membro dell'Order of Canada. |
| 2003 | Lynn Johnston            | Fumettista                 | Collingwood, Ontario                    | Creatore di For Better or For Worse. |
| 1998 | Karen Kain               | Ballerina                  | Hamilton, Ontario                       | Membro dell'Order of Canada. |
| 2004 | John Kay                 | Musicista                  | Toronto, Ontario                        | Nato in Germania, frontman della band Steppenwolf. |
| 2008 | The Kids in the Hall     | Compagnia teatrale         | Varie                                   | I membri sono: Dave Foley, Bruce McCulloch, Kevin McDonald, Mark McKinney e Scott Thompson. |
| 2013 | Craig Kielburger         | Attivista                  | Thornhill, Ontario                      | Con il fratello Marc ha fondato l'associazione Free the Children. |
| 2004 | Diana Krall              | Musicista                  | Nanaimo, Columbia Britannica            | Ha vinto un Grammy Award e tre Juno Award. |
| 2008 | K.D. Lang                | Musicista                  | Edmonton, Alberta                       | Ha vinto quattro Grammy Award e otto Juno Award. |
| 2005 | Daniel Lanois            | Produttore musicale        | Hull, Québec                            | Ha vinto un Grammy Award per aver prodotto l'album degli U2 Achtung Baby. |
| 2004 | Mario Lemieux            | Atleta, (hockey)           | Montréal, Québec                        | Membro della Hockey Hall of Fame, medaglia d'oro olimpiaca alle Olimpiadi invernali 2002, tre volte NHL MVP, vincitore di due Stanley Cup. |
| 2001 | Robert Lepage            | Regista, sceneggiatore     | Québec, Québec                          | Ex-direttore della Canadian Opera Company. |
| 2006 | Eugene Levy              | Attore                     | Hamilton, Ontario                       | Membro della SCTV, ha vinto due Emmy Award e un Grammy Award. |
| 1998 | Gordon Lightfoot         | Musicista                  | Orillia, Ontario                        | Vincitore di quindici Juno Award, membro dell'Order of Canada. |
| 1998 | Rich Little              | Comico                     | Ottawa, Ontario                         | Membro della Hollywood Walk of Fame. |
| 2002 | Guy Lombardo             | Direttore musicale         | London, Ontario                         | Membro della Canadian Music Hall of Fame, con tre stelle nella Hollywood Walk of Fame. |
| 2009 | Howie Mandel             | Conduttore, comico         | Lynn Lake, Manitoba                     | Comico noto per i suoi ruoli in Bobby's World e A cuore aperto, oltre alla versione USA di Affari tuoi. |
| 2004 | Louis B. Mayer           | Pioniere di Hollywood      | Minsk, Bielorussia                      | Fondatore e capo della Metro-Goldwyn-Mayer (MGM), cresciuto a Saint John, Nuovo Brunswick. |
| 2010 | Eric McCormack           | Attore                     | Toronto, Ontario                        | Vincitore di un Emmy Award come miglior attore per il ruolo di Will Truman in Will & Grace. |
| 2012 | Sarah McLachlan          | Musicista                  | Brantford, Ontario                      | Vincitrice di tre Grammy Awards e otto Juno Awards. |
| 2010 | Farley Mowat             | Scrittore                  | Belleville, Ontario                     | Autore di alcuni best seller fra cui Never Cry Wolf; membro dell'Order of Canada. |
| 2003 | Lorne Michaels           | Regista                    | Toronto, Ontario                        | Creatore del Saturday Night Live. |
| 2000 | Joni Mitchell            | Musicista                  | Fort Macleod, Alberta                   | Membro della Rock and Roll Hall of Fame, ha vinto Grammy Award, membro dell'Order of Canada. |
| 2005 | Alanis Morissette        | Cantante                   | Ottawa, Ontario                         | Vincitrice di dodici Juno Award e di sette Grammy Award. |
| 2009 | Robert Munsch            | Scrittore                  | Pittsburgh, Pennsylvania                | Ha vissuto a Guelph dal 1975. Autore di oltre 50 libri per bambini, membro dell'Order of Canada. |
| 1998 | Anne Murray              | Musicista                  | Springhill, Nuova Scozia                | Vincitrice di quattro Grammy Award, membro dell'Order of Canada. |
| 2003 | Mike Myers               | Attore                     | Scarborough, Ontario                    | Ha vinto un Emmy Award, membro della Hollywood Walk of Fame. |
| 2008 | Steve Nash               | Atleta, (basket)           | Johannesburg, Sudafrica                 | Cresciuto da giovane a Victoria, Columbia Britannica. Ha vinto due NBA Most Valuable Player Award. |
| 2011 | Daniel Nestor            | Atleta (tennis)            | Toronto, Ontario                        | Nato in Jugoslavia, ha vinto oltre 70 titolo ATP nel doppio inclusi sette Grandi Slam e l'oro a Sydney 2000. |
| 2007 | Nickelback               | Musicisti                  | Hanna, Alberta                          | Vincitori di nove Juno Award, con 21 milioni di copie vendute. |
| 2001 | Leslie Nielsen           | Attore                     | Regina, Saskatchewan                    | Membro dell'Order of Canada. |
| 2011 | Sandra Oh                | Attrice                    | Ottawa, Ontario                         | Ha vinto un Golden Globe come miglior attrice non protagonista per il ruolo di Cristina Yang in Grey's Anatomy. |
| 2007 | Catherine O'Hara         | Attrice                    | Toronto, Ontario                        | Membro della SCTV, ha vinto un Emmy Award. |
| 1998 | Bobby Orr                | Atleta, (hockey)           | Parry Sound, Ontario                    | Membro della Hockey Hall of Fame, tre volte NHL MVP, vincitore di due Stanley Cup. |
| 2001 | Walter Ostanek           | Musicista                  | Duparquet, Québec                       | Da molti considerato il "The Polka King". |
| 2011 | Russell Peters           | Comico                     | Brampton, Ontario                       | Vincitore di un Gemini Award. |
| 2013 | Oscar Peterson           | Musicista                  | Montréal, Québec                        | Pianista di musica jazz vincitore di un Grammy Award alla carriera. |
| 2009 | Chantal Petitclerc       | Atleta (sedia a rotelle)   | Saint-Marc-des-Carrières, Québec        | Vincitrice di 21 medaglie fra cui 14 ori ai Giochi paralimpici. |
| 1999 | Mary Pickford            | Attrice                    | Toronto, Ontario                        | Ha vinto un Academy Award nel 1929 per Coquette e un successivo Oscar alla carriera nel 1976. |
| 2007 | Gordon Pinsent           | Attore                     | Grand Falls-Windsor, Terranova          | Ha vinto tre Gemini Award e due Genie Award, membro dell'Order of Canada. |
| 2003 | Luc Plamondon            | Musicista                  | Saint-Raymond, Québec                   | Membro dell'Order of Canada. |
| 1998 | Christopher Plummer      | Attore                     | Toronto, Ontario                        | Membro dell'Order of Canada, ha vinto un Tony Awarde un Academy Award nel 2012. |
| 2010 | Sarah Polley             | Attrice, regista           | Toronto, Ontario                        | Ha vinto due Gemini Awards e quattro Genie Awards; candidata all'Academy Award per Away from Her. |
| 2001 | Ivan Reitman             | Regista, produttore        | Komárno, Slovacchia                     | Cresciuto a Toronto. Reitman doveva ritirare il premio nel 1998, ma la premiazione fu spostata. |
| 2000 | Ginette Reno             | Cantante                   | Montréal, Québec                        | Membro dell'Order of Canada. |
| 1999 | Maurice Richard          | Atleta, (hockey)           | Montréal, Québec                        | Membro della Hockey Hall of Fame, primo giocatore della storia con 50 goal in 50 gare, vincitore di un Hart Trophy, vincitore di otto Stanley Cup, membro dell'Order of Canada.                                                                         |
| 2011 | Mordecai Richler         | Scrittore                  | Montréal, Québec                        | Insignito del Canadian Legends Award. Due volte vincitore del Governor General's Awards, una nomination all'Academy Award per Soldi ad ogni costo, l'adattamento del proprio racconto L'apprendistato di Duddy Kravitz. Companion dell'Order of Canada. |
| 2000 | Jean-Paul Riopelle       | Pittore                    | Montréal, Québec                        | Membro dell'Order of Canada. |
| 2007 | Lloyd Robertson          | Giornalista                | Stratford, Ontario                      | giornalista alla CTV National News per 30 anni, vincitore di tre Gemini Award. |
| 2003 | Robbie Robertson         | Musicista                  | Toronto, Ontario                        | Frontman dei The Band, membro della Rock and Roll Hall of Fame. |
| 2012 | Sonia Rodriguez          | Ballerina                  | Brantford, Ontario                      | Per lungo tempo membro del National Ballet of Canada. |
| 2000 | Royal Canadian Air Farce | Attori                     | Montréal, Québec                        | Membri fondatori: Roger Abbott, Don Ferguson, Luba Goy e John Morgan. |
| 1999 | Rush                     | Musicisti                  | Toronto, Ontario                        | Vincitori di 23 dischi d'oro e 14 di platino, membri della Canadian Music Hall of Fame. |
| 1999 | Buffy Sainte-Marie       | Cantante, attrice          | Piapot Reserve, Saskatchewan            | Ha vinto un Academy Award per la canzone "Up Where We Belong" da Ufficiale e gentiluomo del 1982. |
| 1998 | Barbara Ann Scott        | Atleta, (pattinaggio)      | Ottawa, Ontario                         | Medaglia d'oro olimpica alle Olimpiadi invernali 1948. |
| 2002 | Second City Television   | Attori                     | Toronto, Ontario                        | I membri originali sono: John Candy, Joe Flaherty, Eugene Levy, Andrea Martin, Catherine O'Hara, Harold Ramis, Dave Thomas con successivamente Rick Moranis e Martin Short.                                                                             |
| 2004 | Mack Sennett             | Pioniere di Hollywood      | Montréal, Québec                        | Cofondatore della Keystone Productions. |
| 2006 | Paul Shaffer             | Musicista                  | Thunder Bay, Ontario                    | Direttore musicale del Late Show with David Letterman. |
| 2000 | William Shatner          | Attore                     | Montréal, Québec                        | Ha interpretato il Capitano James T. Kirk; vincitore di due Emmy Award. |
| 2004 | Helen Shaver             | Attrice                    | St. Thomas, Ontario                     | Ha vinto un Gemini Award. |
| 2008 | Douglas Shearer          | Effettista                 | Montréal, Québec                        | Vinse 21 Academy Awards per il sonoro e gli effetti speciali. |
| 2008 | Norma Shearer            | Attrice                    | Montréal, Québec                        | Vinse l'Academy Award nel 1930 per La divorziata. |
| 2000 | Martin Short             | Attore                     | Hamilton, Ontario                       | Vincitore di un Emmy Award, membro dell'Order of Canada. |
| 2013 | Christine Sinclair       | Atleta, (calcio)           | Burnaby, Columbia Britannica            | Capitano della nazionale canadese femminile. |
| 2003 | David Steinberg          | Attore, scrittore, regista | Winnipeg, Manitoba                      | Apparso in The Tonight Show 140 volte. |
| 2001 | Teresa Stratas           | Soprano                    | Toronto, Ontario                        | Vincitrice di due Grammy Award, membro dell'Order of Canada. |
| 2012 | Summit Series            | Atleti, (hockey)           | Varie                                   | Premio per il Team Canada capace di sconfiggere l'Unione Sovietica. |
| 2000 | Donald Sutherland        | Attore                     | Saint John, Nuovo Brunswick             | Vincitore di un Emmy Award e di due Golden Globe, membro dell'Order of Canada. |
| 2005 | Kiefer Sutherland        | Attore                     | St. Thomas, Ontario                     | Nato a Londra, ha vinto un Emmy Award per 24, figlio di Donald Sutherland e di Shirley Douglas. |
| 2001 | Veronica Tennant         | Ballerina                  | London, Ontario                         | Membro dell'Order of Canada. |
| 2013 | Alan Thicke              | Attore, conduttore         | Kirkland Lake, Ontario                  | Noto come Jason Seaver, patriarca della famiglia Seaver, nella sit-com Genitori in blue jeans. |
| 2002 | The Tragically Hip       | Musicisti                  | Kingston, Ontario                       | Vincitori di 14 Juno Award, membri della Canadian Music Hall of Fame. |
| 2006 | Alex Trebek              | Personaggio televisivo     | Greater Sudbury, Ontario                | Per lungo tempo ospite della trasmissione Jeopardy! |
| 2003 | Shania Twain             | Cantante                   | Windsor, Ontario                        | Ha vinto cinque Grammy Award. |
| 1998 | Jacques Villeneuve       | Pilota, (F1)               | Saint-Jean-sur-Richelieu, Québec        | Vincitore della 500 Miglia di Indianapolis ma anche campione di Formula 1 e di Champ Car. |
| 2004 | Jack Warner              | pioniere di Hollywood      | London, Ontario                         | Uno dei due celeberrimi Warner Bros. |
| 1999 | Wayne and Shuster        | Attori                     | Toronto, Ontario                        | Sono Johnny Wayne e Frank Shuster. |
| 2008 | Daria Werbowy            | Modella                    | Mississauga, Ontario                    | Nona topmodel al mondo per guadagni. |
| 2005 | Fay Wray                 | Attrice                    | Cardston, Alberta                       | Interpretò Ann Darrow in King Kong. |
| 2000 | Neil Young               | Cantante                   | Toronto, Ontario                        | Membro della Rock and Roll Hall of Fame sia con i Buffalo Springfield e sia come artista solista. |